# Jan Maria Muzei
Jan Maria Muzei (ur. ?, zm. 27 stycznia 1887 w Mengo) – męczennik chrześcijański, święty Kościoła katolickiego, jeden z grupy Męczenników z Ugandy, zamordowanych przez króla Mwangę II.
Był jednym z paziów na dworze króla Mwangi II. Pod wpływem nauk misjonarzy przyjął chrzest. 27 stycznia 1887 roku został zamordowany przez ścięcie w Mengo. Był jednym z ostatnich chrześcijan, którzy ponieśli śmierć w wyniku prześladowań w Ugandzie w latach 1885-1887. 6 czerwca 1920 papież Benedykt XV beatyfikował go. 18 października 1964 roku Paweł VI dokonał kanonizacji jego oraz innych Męczenników z Ugandy, m.in. Karola Lwangę. Jest wspominany w grupie Męczenników z Ugandy dnia 3 czerwca.